# Cécile Manorohanta

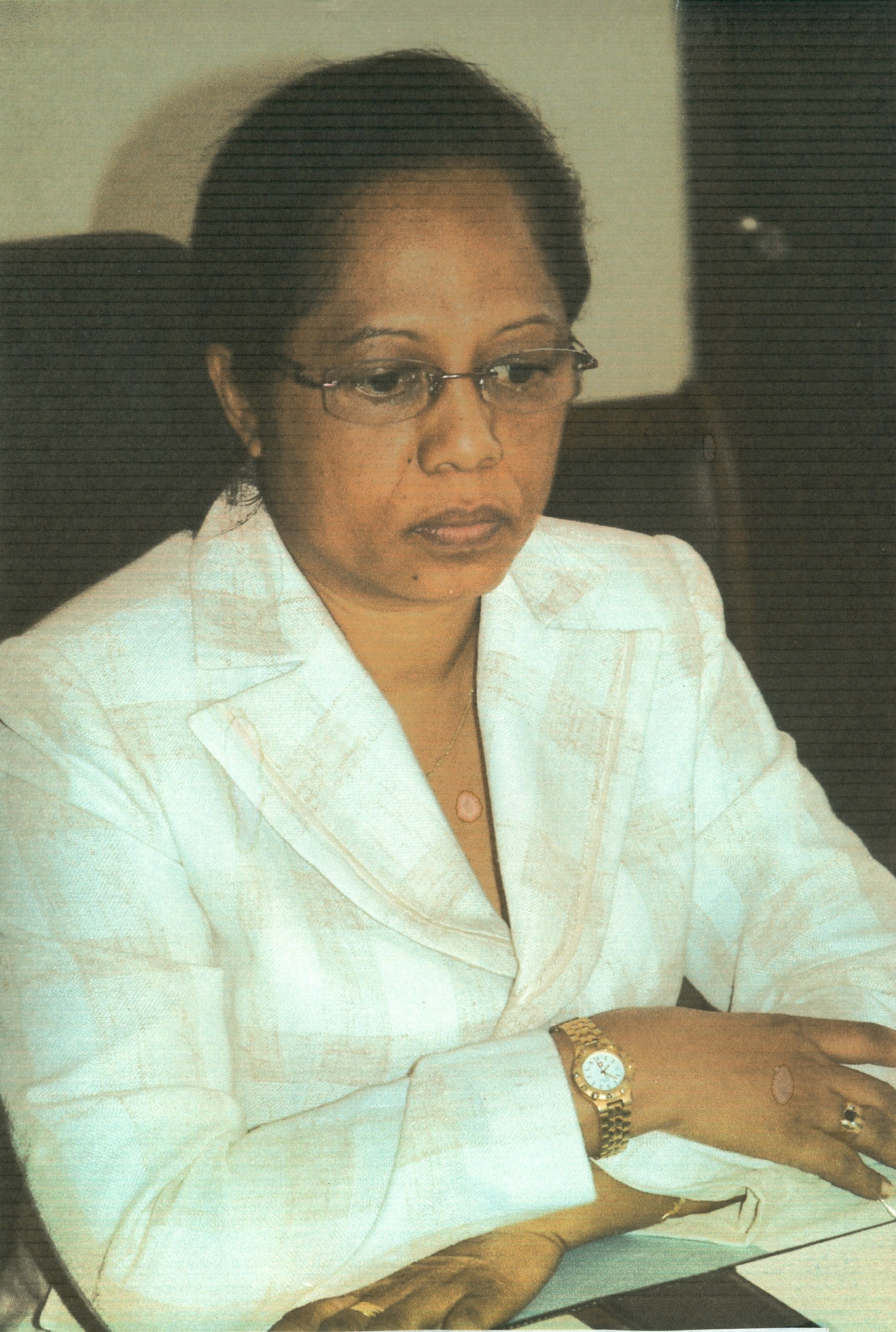
Cécile Manorohanta

Cécile Marie Ange Manorohanta ist eine madegassische Politikerin. Sie war ab 2009 stellvertretende Premierministerin für das Innenministerium der Regierung Madagaskars. Zuvor war sie von 2007 bis 2009 Verteidigungsministerin.

## Leben

### Jugend und Familie
Cécile Manorohanta ist die Tochter eines Soldaten. Sie wurde in einem Militärlager geboren. Sie wuchs in einer großen Familie mit drei Mädchen und drei Jungen auf und war im Norden Madagaskars heimisch. Sie ist mit dem pensionierten Generalmajor der Luftwaffe und Direktor des Central Intelligence Service Jean Adolphe Dominique verheiratet. Mit ihm hat sie zwei Töchter. Der Premierminister Christian Ntsay ist ihr Bruder.

## Studium und Karriere
Ihre Grundschulbildung erhielt sie am Notre-Dame College eingeschrieben, eine Schwesternschule in Antsiranana. Anschließend besuchte sie das allgemeinbildende College in Ambilobe. Sie besuchte die gemischte Highschool in Antsiranana, die heute als Albert-Zafy-Highschool bekannt ist. Sie verfügt über einen Bachelor- und einen Master der Fakultät für Geistes- und Humanwissenschaften der Université d’Antananarivo.
Obwohl sie zunächst Ärztin werden wollte, entschied sie sich für ein Literaturstudium. Sie hat einen Doktortitel und hat insbesondere zum Thema „Kindersprache“ („le langage des enfants“) geforscht. Manorohanta hat in mehreren internationalen Publikationen publiziert.
Sie begann an der Pädagogischen Hochschule Antanimalandy (Mahajanga) und dann in Mahamasina (Antananarivo) zu unterrichten. Sie folgt dem Motto: „Durch Arbeit können wir etwas verändern“ („C’est par le travail qu’on peut faire changer les choses“). Sie hat einen Abschluss in Linguistik und promovierte an der Universität Montreal und absolvierte ein Doktoratsstudium an der University of California in Los Angeles, wo sie mit dem Historiker Edward L. Keenan zusammenarbeitete.
Ihre berufliche Laufbahn begann in Antsiranana: Ab 1996 war sie Leiterin der Abteilung für Französische Studien an der Fakultät für Geistes- und Naturwissenschaften; Zwei Jahre später wurde sie Dekanin dieser Fakultät. Im Jahr 2002 wurde sie im Expertenkreis der Agence Universitaire de la Francophonie, Sektion Indischer Ozean, aufgenommen. Im Jahr 2006 leitete sie die madagassische Niederlassung des African Women Educators Forums (forums des femmes éducatrices africaines). Anschließend wurde sie Präsidentin der Universität von Antsiranana.
Als Professorin an der Universität von Antsiranana wurde sie viermal zur Präsidentin gewählt. Ihre vierte und letzte dreijährige Amtszeit begann sie im Jahr 2016.

### Politik
Sie hatte mehrere Positionen innerhalb der Regierung inne: Von 2005 bis 2006 war sie Vizeministerin für nationale Bildung. In der Regierung von Premierminister Charles Rabemananjara wurde Manorohanta am 27. Oktober 2007 zur Verteidigungsministerin ernannt. Sie war die erste Verteidigungsministerin ihres Landes.
Am 9. Februar 2009 kündigte Manorohanta ihren Rücktritt mit den Worten an: „Nach allem, was geschehen ist, entscheide ich mich ab sofort, nicht länger Teil dieser Regierung zu bleiben“, womit sie sich auf die Schießerei am 7. Februar während der madagassischen Proteste 2009 bezog, bei welcher die Polizei mindestens 50 Demonstranten erschossen hatte. Der Chief of military staff Mamy Ranaivoniarivo wurde noch am selben Tag als Nachfolger ernannt.
Unter Übergangspräsident Andry Rajoelina wurde Manorohanta am 8. September 2009 erneut als stellvertretende Ministerpräsidentin für das Innere in die Regierung berufen.
Am 18. Dezember 2009 entließ Rajoelina Premierminister Eugene Mangalaza, dessen Ernennung von den Oppositionsfraktionen im Rahmen einer Machtteilungsvereinbarung gebilligt worden war, und erklärte, er werde Manorohanta an seiner Stelle ernennen. Am 20. Dezember 2009 ernannte Rajoelina jedoch stattdessen Albert Camille Vital zum Premierminister.

## Ehrungen
Sie wurde am 23. Juli 2009 vom französischen Botschafter Jean Marc Châtaigner in den Rang einer Kommandeurin der Ehrenlegion erhoben.

## Kontroversen
Seit 2021 wurden in der Lokalpresse Vorwürfe der Veruntreuung öffentlicher Gelder und der passiven Korruption veröffentlicht.